# Walerian Szubzda
Walerian Szubzda (ur. 21 listopada 1908 w Roslyn w USA, zm. 15 maja 1978 w Wieleniu) – polski ksiądz katolicki, biblista, tłumacz Pisma Świętego.

## Życiorys
W dzieciństwie powrócił z rodzicami do Polski, po ukończeniu szkoły średniej wstąpił do seminarium duchownego w Łomży. Święcenia kapłańskie przyjął 1 kwietnia 1933, następnie pracował krótko jako wikariusz w Grajewie. Od października 1933 studiował na Wydziale Teologii Katolickiej Uniwersytetu Warszawskiego, w 1936 obronił pracę magisterską. Od 1938 do 1947 był wikariuszem w łomżyńskiej parafii katedralnej, w latach 1946-1947 równocześnie notariuszem kurii diecezjalnej. Od 1947 do 1971 był profesorem Wyższego Seminarium Duchownego w Łomży, w 1950 obronił pracę doktorską Upadek Niniwy i Asyrii na Uniwersytecie Warszawskim. Pełnił funkcje sędziego prosynodalnego (1956-1971), egzaminatora prosynodalnego (1945-1971), w latach 1945-1971 był członkiem Rady Diecezjalnej.
Dla Biblii Tysiąclecia przetłumaczył Księgę Nahuma i Księgę Sofoniasza. Opracował także kilkadziesiąt haseł do Podręcznej Encyklopedii Biblijnej.